# Ибрагимов, Мирзаолим Ибрагимович
Мирзаоли́м Ибраги́мович Ибраги́мов (узб. Мирзаолим Ибрагимович Ибрагимов, Mirzaolim Ibragimovich Ibragimov; 10 мая 1928, с. Заркент, Янгикурганский район, Ферганский округ, Узбекская ССР, СССР — 21 сентября 2014, Ташкент, Узбекистан) — советский узбекский партийный и государственный деятель. Председатель Президиума Верховного Совета Узбекской ССР, Председатель Верховного Совета Узбекской ССР (1989—1991).

## Биография
По национальности узбек. (Свидетельство о рождении)
С 1943 года работал учителем в школе в Янгикурганском районе Наманганской области. В 1948 году вступил в ВКП(б). С 1949 года — на комсомольской работе. В 1951 году окончил Ферганский педагогический институт.
В 1952—1958 годах был секретарём ЦК ЛКСМ Узбекистана, в 1958—1963 годах — первым секретарём ЦК ЛКСМ Узбекистана.
В 1963—1964 годах — второй секретарь Ферганского сельского обкома Компартии Узбекистана, с 1964 по 1968 год — председатель исполнительного комитета Ферганского областного Совета.
В 1968—1973 годах — министр хлопкоочистительной промышленности Узбекской ССР. В 1972 году окончил Ташкентский институт народного хозяйства.
С 1973 года — первый секретарь Наманганского обкома Компартии Узбекистана, с 1976 года — председатель Государственного комитета Узбекской ССР по физкультуре и спорту. Принимал самое деятельное участие в оказании помощи семьям погибших футболистов «Пахтакора». Был инициатором приглашения в «Пахтакор» тренера Иштвана Секеча. В 1988—1989 годах — постоянный представитель Совета Министров Узбекской ССР при Совете Министров СССР.
С 6 марта 1989 по 24 марта 1990 года — председатель Президиума Верховного Совета Узбекской ССР; с 26 марта 1990 по 12 июня 1991 года — председатель Верховного Совета Узбекской ССР. Освобождён от должности «по состоянию здоровья».
Занимая высокие государственные посты внёс большой вклад в социально-экономическое развитие Узбекистана.
Избирался:
- депутатом Верховного Совета СССР 6-го созыва (1962—1966, член Совета Союза от Ферганской области)[6], 9-го созыва (1974—1979, член Совета Национальностей от Узбекской ССР)[7][8]
- народным депутатом СССР (1989—1991) от Муйнакского национально-территориального избирательного округа № 562 Каракалпакской АССР, был членом Совета Национальностей[9], до 24 марта 1990 г. был членом Совета Федерации СССР от Узбекской ССР[10];
- депутатом Верховного Совета Узбекской ССР 11-го и 12-го созывов.

### Избранные труды
Источник — электронные каталоги РНБ.
- Ибрагимов М. И. XXV съезд КПСС и развитие физкультуры и спорта в Узбекистане. — Ташкент: о-во «Знание» УзССР, 1977. — 16 с. — (О-во «Знание» УзССР : В помощь лектору).
- Ибрагимов М. И. Спортивная поступь Советского Узбекистана. — Ташкент: о-во «Знание» УзССР, 1982. — 31 с. — (О-во «Знание» УзССР : В помощь лектору / Б-чка «Трибуна министра»).
- Ибрагимов М. И., Балакин С. С. Спортивная поступь Советского Узбекистана. — Ташкент: Медицина, 1985. — 64 с.

## Награды и звания
Награждён орденом Ленина, Октябрьской Революции, двумя орденами Трудового Красного Знамени, орденами Дружбы народов и Знак Почёта.